# Члени ВУЦВК 5-го складу

## А
| Аверін Василь Кузьмович    |
| Алексєєв ?.?.              |
| Антоненко ?.?.             |
| Антонов Володимир Павлович |

## Б
| Барабаш ?.?.                 |
| Блакитний Василь             |
| Богданов ?.?.                |
| Бойцов ?.?.                  |
| Бондарева ?.?.               |
| Бронзіс ?.?.                 |
| Будьонний Семен Михайлович   |
| Буздалін Сергій Феоктистович |
| Булат Іван Лазарович         |

## В
| Василенко Марко Сергійович  |
| Веселов?.?.                 |
| Виноградов?.?.              |
| Вітолін Максим Іванович     |
| Владимиров?.?.              |
| Воронін?.?.                 |
| Ворошилов Климент Єфремович |
| Врона Іван Іванович         |

## Г
| Гамарник Ян                           |
| Гилевей ?.?.                          |
| Гончаров ?.?.                         |
| Гордієнко ?.?.                        |
| Грановський Мойсей Лазарович          |
| Гринько Григорій Федорович            |
| Гуревич Давид Савелійович (Шевелевич) |
| Гусев ?.?.                            |

## Д
| Дорофеїв |
| Драбко   |
| Дробніс  |
| Дубовий  |

## Є
| Єгоров Олександр Ілліч       |
| Єрмощенко Веніамін Йосипович |

## Ж
| Жерновий (позапартійний) |

## З
| Заривайко Прокофій Овдійович  |
| Затон?.?.                     |
| Затонський Володимир Петрович |
| Зіновʼєв?.?.                  |
| Златопольський                |

## І
| Іванов Андрій Васильович |
| Іванов В. ?.?.           |
| Іванов Микола Іванович   |
| Ігнатенко                |

## К
| Кабаненко Микола Максимович              |
| Кабанов?.?.                              |
| Казимирчук Петро Григорович              |
| Календовський (позапартійний) ?.?.       |
| Калнін?.?.                               |
| Калюжний Наум Михайлович                 |
| Качинський (Орєшин) Володимир Максимович |
| Квірінг Еммануїл Йонович                 |
| Кисельов Аркадій Леонтійович             |
| Кін Павло Андрійович                     |
| Клименко Іван Євдокимович                |
| Коваленко?.?.                            |
| Коваль?.?.                               |
| Ковальов Л. ?.?.                         |
| Козуб (позапартійний) ?.?.               |
| Колодько?.?.                             |
| Кон Фелікс Якович                        |
| Кора?.?.                                 |
| Корнюшин?.?.                             |
| Корольов?.?.                             |
| Косіор Станіслав Вікентійович            |
| Косіт?.?.                                |
| Коцюбинський Юрій Михайлович             |
| Кравченко Іван?.?.                       |
| Красненко?.?.                            |
| Красовецький?.?.                         |
| Кролевецький?.?.                         |
| Кузнецов                                 |

## Л
| Лебідь Дмитро Захарович      |
| Левик?.?.                    |
| Левицький?.?.                |
| Ленін Володимир Ілліч        |
| Лобанов?.?.                  |
| Луговий Олександр Васильович |
| Любченко Панас Петрович      |
| Любімов Ісидор Євстигнейович |

## М
| Макаревич?.?.                 |
| Мануїльський Дмитро Захарович |
| Манцев Василь Миколайович     |
| Марченко?.?.                  |
| Марʼянов?.?.                  |
| Михайлов (позапартійний) ?.?. |
| Мінін Сергій Костянтинович    |
| Мойрова Варвара Акимівна      |
| Молотов?.?.                   |
| Мусульбас Іван Андрійович     |

## Н
| Нехворостний (Нефоросний) Олексій Іванович |
| Ніколаєнко Іван Гнатович                   |
| Николенко?.?.                              |

## О
| Одинець Гаврило Матвійович   |
| Одинцов Олександр Васильович |

## П
| Панасюк?.?.                   |
| Пахомов?.?.                   |
| Перепечко Іван Миколайович    |
| Петровський Григорій Іванович |
| Плахотніков?.?.               |
| Покорний?.?.                  |
| Полоз Михайло Миколайович     |
| Попов Н. Н. ?.?.              |
| Порайко Василь Іванович       |
| Посвольський?.?.              |
| Постніков?.?.                 |
| Приліпін Д. ?.?.              |
| Примаков Віталій Маркович     |
| Прусак?.?.                    |
| П'ятаков Юрій Леонідович      |

## Р
| Радченко Андрій Федорович       |
| Раковський Християн Георгійович |
| Рейхель Михайло Йосипович       |
| Річицький Андрій (УКП)          |
| Рухимович Мусій Львович         |

## С
| Самборський?.?.                    |
| Саммер Іван Адамович               |
| Свистун Пантелеймон Іванович       |
| Семенов?.?.                        |
| Сербиченко Олександр Калістратович |
| Сидоров?.?.                        |
| Синявський?.?.                     |
| Сирцов Сергій Іванович             |
| Скобут (позапартійний) ?.?.        |
| Скорбач Павло Дмитрович            |
| Скрипник Микола Олексійович        |
| Смарський?.?.                      |
| Смірнов?.?.                        |
| Соколов Олександр Гаврилович       |
| Степанов                           |

## Т
| Тараненко Корній               |
| Тарногродський Микола Павлович |
| Терлецький Євген Петрович      |
| Туманов                        |

## У
| Угаров Федір Якович |

## Ф
| Фрунзе Михайло Васильович |

## Х
| Харечко Тарас Іванович |
| Харченко?.?.           |
| Хрульов?.?.            |
| Цветков                |

## Ч
| Чернишова?.?.     |
| Чигрин?.?.        |
| Чиркін?.?.        |
| Чубар Влас Якович |
| Чугурін           |

## Ш
| Шахновський?.?.           |
| Шварц Ісаак Ізраїлевич    |
| Шишков Петро Іванович     |
| Шошкін?.?.                |
| Штанько?.?.               |
| Шумський Олександр Якович |

## Ю
| Юхновський ? |

## Я
| Якір Йона Еммануїлович |